# Aysenoides terricola
Espèce
Aysenoides terricola est une espèce d'araignées aranéomorphes de la famille des Anyphaenidae.

## Distribution
Cette espèce est endémique du Chili. Elle se rencontre dans les régions de Coquimbo et de Valparaiso.

## Description
Le mâle holotype mesure 4,00 mm et la femelle paratype 4,55 mm.

## Publication originale
- Ramírez, 2003 : The spider subfamily Amaurobioidinae (Araneae, Anyphaenidae) : a phylogenetic revision at the generic level. Bulletin of the American Museum of Natural History, no 277, p. 1-262 (texte intégral).